# Adobe Illustrator
Adobe Illustrator — професійний графічний редактор для створення та редагування векторної графіки від компанії Adobe. Спочатку програму створили для Apple Macintosh, її розробка почалася 1985 року. Разом з Creative Cloud, який пропонував перехід Adobe на щомісячну або річну підписку, що надається через інтернет, було представлено версію Illustrator CC.
Illustrator 2022 було випущено 26 жовтня 2021 року, як 25-те покоління продукту. У 2018 році журнал PC Magazine назвав Adobe Illustrator найкращою програмою для редагування векторної графіки.

## Історія

### Версії 1–1.6 (Illustrator 88)
Розробка програми для Apple Macintosh почалася 1985 року (першу версію випущено в січні 1987 року) як комерціалізацію власного програмного забезпечення Adobe для розробки шрифтів і формату файлів PostScript. Adobe Illustrator — це супутній продукт Adobe Photoshop. Photoshop насамперед орієнтований на роботу з цифровими фотографіями та фотореалістичними стилями комп'ютерної ілюстрації, тоді як Illustrator створено для роботи в з векторною графікою. Ранні рекламні оголошення в журналах рекламували продукт як «Adobe Illustrator». Illustrator 88, назва продукту для версії 1.7, була випущена в 1988 році і представила багато нових інструментів і функцій.
У 1989 році Byte назвав Illustrator 88 одним із переможців премії Byte Awards, заявивши, що з ним Adobe «випередила» раніше домінованого в галузі конкурента Aldus FreeHand.
Ранні версії програмного забезпечення не підтримували роботу в режимі попереднього перегляду, і користувачам потрібно було відкрити два вікна на робочому столі, щоб мати попередній перегляд своєї роботи. В одному вікні відображатиметься поточна робота, а в іншому вікні відображатиметься попередній перегляд незавершеної роботи.

### Версії 2–6
Хоча протягом першого десятиліття Adobe розробляла Illustrator переважно для Macintosh, він час від часу підтримував й інші платформи. На початку 1990-х Adobe випустила версії Illustrator for Display PostScript ліцензіатів NeXT, Digital Equipment Corporation Ultrix, Silicon Graphics IRIX і Sun Solaris, але їхню підтримку було припинено через низьку популярність на ринку. Перша версія Illustrator для Windows, версія 2.0, була випущена на початку 1989 року і не отримала успіху. Наступна версія Windows, версія 4.0, була широко розкритикована як надто схожа на Illustrator 1.1 замість версії Macintosh 3.0 і, не дотягувала до найпопулярнішого на той час пакету Windows CorelDRAW.
Однак версія 4 була перша версія Illustrator з підтримкою редагування в режимі попереднього перегляду, яка не з'являлася у версії Macintosh до 5.0 у 1993 році. Версія 6 була останньою справді версією Illustrator для Macintosh. Інтерфейс радикально змінився з наступною версією, щоб забезпечити узгодженість між комп'ютерними платформами Mac і Windows. Зміни залишалися до CS6, коли були зроблені деякі невеликі кроки, щоб відновити додаток до інтерфейсу, схожого на Mac.

### Версії 7–10
З появою Illustrator версії 7 1997 року, Adobe внесла суттєві зміни до інтерфейсу користувача щодо редагування шляхів, а також наближення інтерфейсу до Adobe Photoshop. Через це велика кількість користувачів вирішили не оновлювати свої версії редактора. Illustrator також почав підтримувати TrueType, фактично поклавши край «війні шрифтів» між PostScript Type 1 і TrueType. Як і Photoshop, Illustrator також почав підтримувати плагіни, значно і швидко розширивши свої можливості.
Завдяки схожості інтерфейсів у версіях Macintosh і Windows, починаючи з версії 7.0, дизайнери змогли стандартизувати Illustrator. Corel переніс CorelDraw FreeHand досі недоступний в Illustrator (вищий відсоток масштабування, розширена функція пошуку та заміни, вибіркове редагування за круглим кутом, експорт/друк лише вибраних об'єктів тощо).
Illustrator було вдосконалено для підтримки веб-публікації, попереднього перегляду растерізації, PDF та SVG (масштабована векторна графіка). Компанія Adobe була першим розробником SVG для використання в інтернеті, Illustrator міг експортувати файли SVG за допомогою плагіна SVG File Format. Використання програми Adobe SVG Viewer (ASV), створеної 2000 року, дозволяло користувачам переглядати SVG у більшості основних браузерів, поки його підтримку не було припинено 2009 року. Вбудована підтримка SVG не була повною у всіх основних браузерах до Internet Explorer 9 2011 року. Версія Illustrator 9 включала функцію трасування, подібну до тієї, що в продукті Adobe Streamline. Трасування векторних шляхів та проста робота з направляючими перетворили Illustrator у дуже простий і потужний інструмент для роботи зі створення векторної графіки. Розробку останнього було припинено, а Illustrator версії 10 було випущено в листопаді 2001 року.

## Версії
| Версія                    | Платформи                      | Дата випуску      | Кодове ім'я       |
| 1.0                       | Mac OS                         | січень 1987       |                   |
| 1.1                       | Mac OS                         | 19 березня, 1987  | Inca              |
| 2.0                       | Windows                        | січень 1989       | Pinnacle          |
| 88                        | Mac OS                         | березень 1988     | Picasso           |
| 3                         | Mac OS, NeXT, інші Unix-версії | жовтень 1990      | Desert Moose      |
| 3.5                       | Silicon Graphics               | 1991              |                   |
| 4                         | Windows                        | травень 1992      | Kangaroose        |
| 3.5                       | Solaris                        | 1993              |                   |
| 5                         | Mac OS                         | червень 1993      | Saturn            |
| 5.5                       | Mac OS, Solaris                | червень 1994      | Janus             |
| 4.1                       | Windows                        | 1995              |                   |
| 6                         | Mac OS                         | лютий 1996        | Popeye            |
| 7                         | Mac/Windows                    | травень 1997      | Simba             |
| 8                         | Mac/Windows                    | вересень 1998     | Elvis             |
| 9                         | Mac/Windows                    | червень 2000      | Matisse           |
| 10                        | Mac/Windows                    | листопад 2001     | Paloma            |
| CS (11)                   | Mac/Windows                    | жовтень 2003      | Pangaea/Sprinkles |
| CS2 (12)                  | Mac/Windows                    | 27 квітня, 2005   | Zodiac            |
| CS3 (13)                  | Mac/Windows                    | квітень 2007      | Jason             |
| CS4 (14)                  | Mac/Windows                    | жовтень 2008      | Sonnet            |
| CS5 (15)                  | Mac/Windows                    | квітень 2010      | Ajanta            |
| CS6 (16)                  | Mac/Windows                    | травень 2012      | Ellora            |
| CC (17)                   | Mac/Windows                    | червень 2013      | MoFo              |
| СС 2014 (18)              | Mac/Windows                    | 18 червня 2014    |                   |
| CC 2015 (19.0.0)          | Mac/Windows                    | 16 червня 2015    |                   |
| CC 2015.1 (19.1.0)        | Mac/Windows                    | 25 липня 2015     |                   |
| СС 2015 update 2 (19.2.0) | Mac/Windows                    | 30 листопада 2015 |                   |
| CC 2015.3 (20.0)          | Mac/Windows                    | 20 червня 2016    |                   |
| CC 2015.3.1 (20.1)        | Mac/Windows                    | 10 серпня 2016    |                   |
| CC 2017 (21.0.0)          | Mac/Windows                    | 2 листопада 2016  |                   |
| CC 2017.0.1 (21.0.1)      | Mac/Windows                    | 9 січня 2017      |                   |
| CC 2017.0.2               | Mac/Windows                    | 15 січня 2017     |                   |
| CC 2017.1 (21.1.0)        | Mac/Windows                    | 5 квітня 2017     |                   |
| CC 2018 (22.0.0)          | Mac/Windows                    | 18 жовтня 2017    |                   |
| CC 2018 (22.1.0)          | Mac/Windows                    | 13 березня 2018   |                   |
| CC 2019 (23.0.0)          | Mac/Windows                    | 15 жовтня 2018    |                   |
| CC 2019 (23.0.2)          | Mac/Windows                    | 8 лютого 2019     |                   |
| CC 2019 (23.1.0)          | Mac/Windows                    | 18 вересня 2019   |                   |
| CC 2020 (24.0)            | Mac/Windows                    | 24 жовтня 2019    |                   |
| CC 2020 (24.0.2)          | Mac/Windows                    | грудень 2019      |                   |
| CC 2020 (24.1)            | Mac/Windows                    | 6 березня 2020    |                   |
| CC 2020 (24.2)            | Mac/Windows                    | 16 червня 2020    |                   |